# Mar Carrera
Mar Carrera  (Mercè Carrera Güenaga, nombre de nacimiento) (Barcelona, España; 7 de enero de 1964) es una actriz española. Conocida por sus participaciones en El señor de los cielos, The Legend of Zorro, Emperatriz, ¿Qué culpa tiene el niño? y Las malcriadas.

## Carrera
En 1984 gana el concurso Miss Barcelona.
Posteriormente trabaja como azafata en algunos programas de la televisión autonómica de Catalunya, TV3.
Más tarde se traslada a México, donde fija su residencia hasta la fecha.
Comenzó participando en cortometrajes para estudiantes de cine del CCC Y del CUEC. Su primera aparición en cine comercial fue en The Legend of Zorro.
Sus primeras participaciones en series fueron en Soy tu fan,  Entre correr y vivir, entre otras.
En 2011 interpretó a Alma Rosa del Real en Emperatriz. En 2013 obtuvo una breve participación en la primera temporada de El señor de los cielos, donde interpretó a Emma. En 2017, regresó a las telenovelas con Las malcriadas, donde personificó a Lidia

## Filmografía

### Series
| Año       | Serie                     | Personaje              |
| --------- | ------------------------- | ---------------------- |
| 2023      | Volver a caer             | Eva                    |
| 2021      | Malverde: el santo patron | Joanne                 |
| 2021-2022 | ¿Quién mató a Sara?       | Lucía Saldívar         |
| 2020      | Desenfrenadas             | Eva                    |
| 2018      | Falco                     | Georgina Eréndira      |
| 2018      | Niñas promedio            | Rebeca                 |
| 2016      | Entre correr y vivir      | Lulú Hernández         |
| 2016      | Un día cualquiera         | Emma                   |
| 2016      | Juana Inés                | Duquesa de Aveiro      |
| 2014      | Crónica de Castas         | Ángela                 |
| 2013      | El señor de los cielos    | Emma Mejía             |
| 2010      | Los Minondo               | Adelina Minondo Grande |
| 2010      | Bienes Raíces             |                        |
| 2010      | Soy tu fan                | Claudia                |

### Películas
| Año  | Película                        | Personaje            |
| ---- | ------------------------------- | -------------------- |
| 2024 | Todas menos tú                  | Laura                |
| 2021 | Bardo                           | Lucero               |
| 2021 | Destino 111                     | Diana (mamá de Tony) |
| 2021 | Después de ti                   | Marina               |
| 2019 | Con el diablo entre las piernas | Roberta              |
| 2018 | Solteras                        | Mari                 |
| 2017 | Mientras el lobo no está        | Mamá                 |
| 2016 | ¿Qué culpa tiene el niño?       | Nina de la Barquera  |
| 2012 | Odio el amor                    | Elena                |
| 2007 | Cuando las cosas suceden        | Sofía Serratos       |
| 2005 | La leyenda del zorro            | Marie                |

### Cortometrajes
| Año  | Cortometraje          | Personaje       |
| ---- | --------------------- | --------------- |
| 2021 | La habitación         |                 |
| 2017 | Sangre alba           | Mamá            |
| 2016 | La suprema convención | Eduarda         |
| 2011 | El sonámbulo          | Paula           |
| 2009 | En defensa propia     | Dra. Cruz       |
| 2005 | Razor dream           | Madre del niño  |
| 2005 | Luz difusa            | Margarita Duran |
| 2004 | Cielo y Edén          | Sofía           |
| 2003 | La fiesta ajena       | Sra. Inés       |

### Telenovelas
| Año     | Telenovela             | Personaje                                |
| ------- | ---------------------- | ---------------------------------------- |
| 2017-18 | Las malcriadas         | Lidia Puga del Bosque Vda. de Mendoza    |
| 2017    | Su nombre era Dolores  | Madre de Paty                            |
| 2013    | Las trampas del deseo  | Romina                                   |
| 2013    | Niñas mal (telenovela) |                                          |
| 2011    | Emperatriz             | Alma Rosa Del Real Bustamante de Mendoza |
| 2009    | Pasión morena          | Gloria Jiménez Vda. de Negrete           |
| 2008    | El juramento           | Isabel Mejido                            |
| 2007    | Mientras haya vida     | Esposa de Héctor Cervantes               |
| 2005    | Amor en custodia       | Mamá de Andy                             |
| 2004    | Gitanas                | Victoria Lambert (joven)                 |
| 2004    | Los Sánchez            |                                          |

- Datos: Q21587562